# Naturschutzgebiet Springebachtal (Winterberg)
Das Naturschutzgebiet Springebachtal ist ein 17,89 ha großes Naturschutzgebiet (NSG) im Stadtgebiet von Winterberg östlich bis südöstlich von Grönebach (Nordrhein-Westfalen). Es wurde 2008 mit dem Landschaftsplan Winterberg durch den Hochsauerlandkreis als NSG ausgewiesen.

## Geographische Lage
Das NSG liegt im Naturpark Sauerland-Rothaargebirge und an der Stadtgrenze von Winterberg zu Medebach. Es besteht aus zwei Teilflächen: Der größere Nordwestteil (⊙) beginnt direkt am Dorfrand von Grönebach und zieht sich aufwärts entlang des Springebachs und der Landesstraße 827. Im Mittel etwa 1,5 km davon entfernt liegt nahe dem Abzweig dieser Straße von der L 740 und im Süden an letztere stoßend der kleinere Südostteil (⊙), der das Quellgebiet des Springebachs aufweist; er grenzt im Südosten an das unmittelbar an dem Straßenabzweig gelegene Naturschutzgebiet Springebachtal (Medebach). Der Nordwestteil des NSG ist Teil des FFH-Gebietes Wiesen im Springebach- und Hillebachtal bei Niedersfeld (DE 4717-304).

## Lebensräume
Der im NSG-Südostteil gelegene Quellsumpf Wagenschmier mit der Springebachquelle besteht aus brachgefallenem Feuchtgrünland, Grauweidengebüschen und Kleinseggenried. Das Grünland wird meist mit Rindern beweidet. Im NSG befinden sich wertvolle und artenreiche Feucht- und Nasswiesen. Die bis Anfang der 1990er Jahre vorkommende Bekassine lebt aktuell nicht mehr im Springebachtal, in dem Braunkehlchen und Wiesenpieper vorkommen.

## Flora
Das Landesamt für Natur, Umwelt und Verbraucherschutz Nordrhein-Westfalen dokumentierte im Schutzgebiet Pflanzenarten wie Acker-Kratzdistel, Asch-Weide, Besenheide, Blaues Pfeifengras, Blutwurz, Braun-Segge, Brennender Hahnenfuß, Bruch-Weide, Deutsches Weidelgras, Drahtschmiele, Drüsiges Springkraut, Echtes Mädesüß, Faden-Binse, Flatter-Binse, Flutender Schwaden, Geflecktes Johanniskraut, Geflecktes Knabenkraut, Gemeiner Frauenmantel, Glieder-Binse, Grau-Segge, Große Brennnessel, Großer Dornfarn, Großer Wiesenknopf, Gänseblümchen, Harzer Labkraut, Herbst-Löwenzahn, Himbeere, Hirse-Segge, Hunds-Straußgras, Kleiner Klappertopf, Korb-Weide, Kriechender Hahnenfuß, Kuckucks-Lichtnelke, Moor-Labkraut, Ohr-Weide, Pillen-Segge, Quell-Sternmiere, Rasen-Schmiele, Rohr-Glanzgras, Rotes Straußgras, Rotschwingel, Rundblättrige Glockenblume, Sand-Birke, Schnabel-Segge, Schwarz-Erle, Schwarze Teufelskralle, Schwarzer Holunder, Spitz-Wegerich, Spitzblütige Binse, Stern-Segge, Sumpf-Baldrian, Sumpf-Blutauge, Sumpf-Dotterblume, Sumpf-Hornklee, Sumpf-Kratzdistel, Sumpf-Labkraut, Sumpf-Schafgarbe, Sumpf-Veilchen, Sumpf-Vergissmeinnicht, Sumpf-Wasserstern, Teich-Schachtelhalm, Teufelsabbiss, Traubenkirsche, Vierkantiges Weidenröschen, Vogelbeere, Wald-Engelwurz, Wald-Storchschnabel, Weiches Honiggras, Weißklee, Wiesen-Bärenklau, Wiesen-Flockenblume, Wiesen-Kammgras, Wiesenklee, Wiesen-Knöterich, Wiesen-Löwenzahn, Wiesen-Schwingel, Wald-Simse und Wiesen-Goldhafer.

## Schutzzweck und Schutz
Das NSG wurde zum Schutz des Grünlandes und des Baches ausgewiesen. Wie bei allen Naturschutzgebieten in Deutschland wurde in der Schutzausweisung darauf hingewiesen, dass das Gebiet „wegen der Seltenheit, besonderen Eigenart und Schönheit des Gebietes“ zum Schutzgebiet erklärt wurde. Als Hauptschutzgrund wird die Erhaltung und Wiederherstellung der Biotoptypen und der Schutz von Flora und Fauna im Gebiet benannt.
Im FFH-Gebiet Wiesen im Springebach- und Hillebachtal bei Niedersfeld kaufte die Nordrhein-Westfalen-Stiftung Naturschutz, Heimat- und Kulturpflege ab 1990 29,77 ha Land an, welches vom Verein für Natur- und Vogelschutz im Hochsauerlandkreis betreut wird. Diese Flächen werden extensiv nach Vorgaben des Kultur-Landschafts-Pflege-Programms des Hochsauerlandkreises bewirtschaftet.